# 耶律彌勒
耶律彌勒（?—?），金朝第四代皇帝完颜亮之柔妃，姓耶律氏。
天德二年（1150年），完颜亮派礼部侍郎萧拱到汴京接耶律彌勒到上京会宁府。经过燕京时，萧拱的父亲萧仲恭为燕京留守，他看见耶律弥勒的身形，不像是处女，叹道：“皇上一定会因为疑心杀害萧拱的。”等到耶律彌勒入宫，发现果然不是处女，第二天被遣出宫。海陵疑心萧拱，最后把他致死。耶律弥勒出宫几个月后，再次召入宫中，封为充媛，封她的母亲张氏莘国夫人，伯母兰陵郡君萧氏为巩国夫人。萧拱之妻耶律择特懒，是耶律弥勒的姐姐。完颜亮既夺完颜文之妻唐括石哥，就把耶律择特懒许配给完颜文。既而在耶律弥勒被召後，再召耶律择特懒入宫，与他同居。其后，耶律弥勒进封柔妃。